# Arthrolips testudinalis
Arthrolips testudinalis là một loài bọ cánh cứng trong họ Corylophidae. Loài này được Wollaston miêu tả khoa học đầu tiên năm 1867.